# Pigbag
Pigbag – brytyjski zespół post punkowy z lat 80.

## Historia
W 1981 ukazał się debiutancki singel pod tytułem Papa's Got A Brand New Pigbag, stając się najpopularniejszym utworem zespołu. Tytuł nawiązywał do kompozycji Jamesa Browna Papa's Got A Brand New Bag. Pierwszy album ukazał się rok później pod tytułem Dr Heckle & Mr Jive. W roku 1983 ukazały się dwa kolejne albumy: Lend An Ear oraz koncertowy Pigbag – Live po którym zespół rozpadł się.
Po rozpadzie ukazały się dwie składanki, Best of Pigbag oraz BBC Sessions. Na płycie Best of Pigbag znalazł się remake Papa's Got A Brand New Pigbag, który podobnie jak utwór pierwotny zajmował wysokie miejsca na listach przebojów.

## Skład
- Simon Underwood – gitara basowa
- James Johnstone – gitara
- Ollie Moore – saksofon
- Chip Carpenter – perkusja
- Roger Freeman – perkusja

## Dyskografia
- Dr Heckle & Mr Jive (1982)
- Lend An Ear (1983)
- Pigbag – Live (1983)
- Discology (Best of Pigbag (1987)
- BBC Sessions (1998)